# Kris Borgraeve
Kris Borgraeve (Kortrijk, 27 april 1971) is een Vlaamse radio- en televisiemaker.  Hij richtte mee de West-Vlaamse radio op en werkte in die periode ook op de West-Vlaamse televisie (WTV) tijdens zijn studies aan het Rits. Sinds 2010 woont en werkt hij in Australië.
Van 1994 tot 1998 werkte Borgraeve als anker en journalist bij de Antwerpse televisie ATV. In december 1998 stapte hij over naar de nationale televisiezender VTM, waar hij aanvankelijk nieuwsjournalist was en tussen 2002 en 2004 ook anker. Die laatste job ruilde hij eind 2003 in om op de zender het spelprogramma Safe te presenteren. Ook werkte hij van 2000 tot 2005 als reporter en invallend presentator voor Recht van antwoord. 
Borgraeve verliet VTM in 2005 om zijn eigen journalistiek productiehuis "MultiMediaMakers" op te richten. Eind 2010 werd ook een Australische tak van het bedrijf opgericht, en voor VTM verzorgde hij via dat productiehuis de verslaggeving rond de zware aardbeving in Christchurch. 
In 2016 creëerde Borgraeve als medeoprichter het media, PR- en communicatiebureau voor de medische sector "Digital Practice" in Perth, Australië.